# Puccinia septentrionalis
Puccinia septentrionalis är en svampart som beskrevs av Juel 1895. Puccinia septentrionalis ingår i släktet Puccinia och familjen Pucciniaceae.   Inga underarter finns listade i Catalogue of Life.